# Lamoha noar
Lamoha noar is een krabbensoort uit de familie van de Homolidae. De wetenschappelijke naam van de soort is voor het eerst geldig gepubliceerd in 1974 door Williams.